# George Glockler
George C. Glockler (* 7. September 1890 in München; † 14. Januar 1969 in Durham (North Carolina)) war ein US-amerikanischer physikalischer Chemiker. Er lehrte an der University of Minnesota und der University of Iowa.

## Leben
Er wurde als Sohn von George Glockler und Margaret, geb. Feucht, in München geboren. Dort besuchte er das Realgymnasium. 1907 kam er in die Vereinigten Staaten und nahm fünf Jahre später die US-amerikanische Staatsbürgerschaft an. Ab 1912 arbeitete er für den Kraftwerksbetreiber Seattle Electric Company. 1916 heiratete er Ruby Moser Clift, mit der zwei Töchter bekam.
1915 erlangte Glockler an der University of Washington den Masterabschluss mit einer Schrift über die Hydratation von Ionen. Danach ging er für einige Jahre nach Japan, wo er unter anderem als analytischer Chemiker in Yokohama tätig war. Ab 1921 lehrte er als Teaching Fellow an der University of California, Berkeley, wo er 1923 zum Ph.D. promoviert wurde. Von 1923 bis 1926 war er Research Fellow am California Institute of Technology und von 1926 bis 1929 Research Associate am American Petroleum Institute of Minnesota. Anschließend lehrte Glockler zunächst als Associate Professor und ab 1936 als Professor für physikalische Chemie an der University of Minnesota. 1940 wechselte er auf die gleiche Professur an der University of Iowa, zudem leitete er dort den Fachbereich als Head of Department. 1955 wurde er emeritiert.
Glockler arbeitete auf den Gebieten Elektrochemie, Molekülstruktur und Bindungsenergie. Insgesamt verfasste er mehr als 200 wissenschaftliche Aufsätze. 
Ein Schüler von Glockler war Melvin Calvin (1911–1997), der 1935 bei ihm promovierte.

## Glocklergleichung
Glockler leitete eine empirische Gleichung für das Ionisationspotential ab. Für Ionen mit der gleichen Anzahl Elektronen, aber unterschiedlicher Ordnungszahl {\displaystyle Z} gilt:
{\displaystyle I_{1}=a+bZ+cZ^{2}}
{\displaystyle a}, {\displaystyle b} und {\displaystyle c} sind für jede isoelektronische Reihe konstant. Diese Gleichung kann auch theoretisch abgeleitet werden, die Genauigkeit ist aber begrenzt.

## Ehrungen
Glockler war gewähltes Mitglied (Fellow) der American Physical Society. Auch war er Hauptwissenschaftler am Army Research Office in Durham (North Carolina).

## Werke
- mit S.C. Lind: The Electrochemistry of Gases and Other Dielectrics. John Wiley, New York 1939.